# Eduard Markarov
Eduard Artyomovich Markarov (oroszul: Эдуард Артёмович Маркаров (Eduard Artyomovics Markarov; Baku, Szovjetunió, 1942. június 20. –) örmény-orosz-azeri labdarúgócsatár, edző. Jótszott a Torpedo Armavir, a bakui Neftçi PFK és az FA Ararat Jerevan csapatainál. Három alkalommal szerepelt a szovjet válogatottban. 2011 óta az örmény Mika Jerevan edzője.